# 大浦留市
大浦 留市（おおうら とめいち、1896年3月6日 - 1989年8月28日）は、長距離走を専門とする日本の陸上競技選手（長距離走）・指導者、教師。香川県初のオリンピック選手であり、大浦の活躍に刺激を受けた選手らによって香川県のマラソン黄金期が築かれる契機を作った。
選手引退後は主に満州で教師を務め、戦後は故郷の香川県に戻り、長距離走の発展に貢献した。

## 経歴

### 幼少期と小学教師時代（1896-1917）
1896年（明治29年）3月6日、香川県鵜足郡飯野村（現：綾歌郡宇多津町）東分にて、父・勘次、母・トメの三男として出生する。大浦家は農家であったが、「三反百姓」と呼ばれる零細経営であったため、勘次は行商を兼ねることで生計を立てていた。大浦少年も草履作りや松葉掻きなどできることなら何でもやったといい、この経験は後の生活に役立ったと述懐している。1902年（明治35年）に飯野尋常小学校（現・丸亀市立飯野小学校）へ入学、当時は4年制であったため1906年（明治39年）3月に卒業する。そのまま飯野高等小学校へ進み、1910年（明治43年）3月に卒業する。大浦家の家庭事情では進学の余裕はなかったが、大浦の才能を買っていた教師の熱心な勧めによって飯山教員講習所への進学が叶った。飯山教員講習所への通学距離は往復5里（≒20 km）あり、大浦はここで先生になる自覚が芽生えたという。
飯山教員講習所は1年制の教育機関であったため1911年（明治44年）3月に卒業し、翌4月に香川県師範学校（現・香川大学教育学部）本科第一部に進学する。この年、羽田運動場で開催された1912年ストックホルムオリンピックの予選会で、金栗四三が下馬評を覆して佐々木正清（小樽水産）を破って優勝したという報道に接し、「人ができるなら自分にも」と思い、陸上競技を志す。しかし1914年（大正3年）2月14日に開かれた、国分寺-香川師範間の3里4町（≒15 km）師範生長距離競走に出場し30位（289人中）と振るわなかった。このため高松-牟礼間往復山野横断競走への出場ができなかったが、「選手ではなかったが、私自身もスポーツに目覚めた」と語っている。1915年（大正4年）3月、香川師範本科を卒業し、高松市立尋常高等小学校の訓導に着任する。ここで2年教師を務めた後、退職して東京高等師範学校（東京高師）へ進学する。

### 東京高師とオリンピック（1917-1921）
1917年（大正6年）4月、東京高師文科第一部に進学し、恒例の校内長距離競走に出場するもまた33位と芳しくなかった。しかし、予科生の中では2・3位の成績であったため、徒歩部（現・筑波大学陸上競技部）に入部した。部では金栗や茂木善作らから刺激を得て練習に励んだ。なお高師新人大会では800mと1500mを制している。当時を振り返り、大浦は「マラソンブームの時代に上京し、東京高師という当時の黄金の環境に育ち、嘉納・金栗と言う偉大な師の薫陶を受け、順風に帆をあげた」と述べている。
1920年（大正9年）2月14日、第1回東京箱根間往復大学駅伝競走に出場し、5区で区間賞を獲得して総合優勝に貢献した。4月17日-18日の第7回国際オリンピック大会関東予選競技大会では5000mで優勝（16分26秒8）、10000mで2位（34分43秒6）に入賞した。1週間後の第7回国際オリンピック第2次予選競技会では5000m（16分31秒80）と10000m（34分27秒0）の2冠を達成し、日本代表に選ばれた。5月14日に日本を発ち、8月、アントワープオリンピックの5000mと10000mに出場したが、5000mは決勝戦で途中失格、10000mは棄権に終わった。当時、周回遅れになった場合は失格、というルールがあったことが失格の理由である。日本代表の面々は、この闘いを永遠に忘れず、日本のスポーツ発展に尽くすことを誓い、主将の野口源三郎を中心として「白黎会」を結成した。帰京したのは11月7日であった。
オリンピック終了後、香川県に帰郷した1921年（大正10年）1月、坂出の青年団が主催して「オリンピック選手歓迎マラソン」が開催された。これが香川県におけるマラソンの始まりである。大浦は「どんな選手がいるか」、「どんな走りをしているか」を観察しながら少し遅れて出走したが、森井安平と浜田嘉平だけは追い抜けず3位となった。閉会式にて大浦は「ぜひ直ちに中央大会に出て下さい。必ず3着以内に入れます。」と出場選手を激励した。以降競技熱が高まり、1928年アムステルダムオリンピックに出場した山田兼松や1936年ベルリンオリンピックに出場した塩飽玉男らを輩出した。この年の第2回箱根駅伝でも5区に出場し、区間3位となった。

### 教員生活と満州時代（1921-1946）
1921年（大正10年）3月に東京高師を卒業した大浦は翌4月より大分県女子師範学校（現・大分大学教育学部）教諭に着任した。続いて1923年（大正12年）に奈良県師範学校（現・奈良教育大学）教諭を務めた後、満州に渡る。
満州へ移った大浦は、1924年（大正13年）4月に安東高等女学校の教諭に就任、1936年（昭和11年）4月には校長に昇任した。1937年（昭和12年）4月には新京敷島高等女学校、1940年（昭和15年）4月には新京第二中学校、1941年（昭和16年）4月には吉林中学校へ転勤し、いずれも校長を務めた。1942年（昭和17年）11月からは在満教務視学官を務め、終戦を迎えた。
満州には家族で来ていたが、官職にあった大浦は満州から離れることはできず、妻子のみ軍の手引きで平壌へ避難した。満州に残った大浦は筆舌に尽くしがたい苦しみの連続を味わったという。この間、妻のタマ子が1946年（昭和21年）4月18日に、娘の京子が同年5月10日に相次いで亡くなっている。同年8月、残された大浦の子供の帰国許可が下り、10月には大浦の職が自動的に解かれ、日本に引き揚げた。

### 帰国・晩年（1947-1989）
日本に帰国した大浦は、1947年（昭和22年）1月から1950年（昭和25年）2月まで、高松女子商業高等学校（現・高松中央高等学校）で校長を務めた。校長時代の1948年（昭和23年）11月には、香川県で開かれる初めての日本全国レベルのマラソン大会「第2回金栗賞朝日マラソン」（後に福岡国際マラソンとなる）が高松市で開催されるにあたり、審判長を務めた。1950年（昭和25年）3月31日からは高松第一高等学校の講師として教鞭を執り始め、1958年（昭和33年）4月1日からは同校非常勤講師となり同年9月30日まで務めた。また陸上競技関係では、香川陸上競技協会・香川スポーツ陸上競技連盟で顧問を務めたほか、香川タートル協会の会長（後に名誉会長）となるなど、長距離走の指導者として活動した。プライベートでは娘が嫁ぐのを見送った後、知人の勧めで中イシと再婚している。
1976年（昭和51年）に大浦は傘寿を迎えたが、開拓者精神を忘れず、英語に挑戦していた。この頃、大浦は通訳の試験を受けに大阪へ出向いたが、娘が付き添っていたため、担当者に娘が受験生で、大浦は付き添い人だと勘違いされた。また徳島県池田町（現・三好市）の白地温泉で開かれた「池田ジャンボーズ四国ゼミナール」という3泊4日の英語合宿に86歳にして参加した際には出席者一同を驚かせたというエピソードもある。
アントワープオリンピック日本代表で結成した「白黎会」の最後の生存者であった大浦は、1989年（平成元年）8月28日、93歳で逝去した。生涯に走りぬいた距離は、地球7周分に達した。

## 人物
アントワープオリンピックから帰国した際に開かれた歓迎マラソンの閉会式にて、大浦はこの田舎にこれほど走れる人がいるとは思わなかった、ぜひ全国大会に出場してほしいと語り、多くの選手を勇気づけた。これ以降、坂出からは有力なマラソンランナーが数多く現れ、黄金期を迎えた。香川県のマラソンランナーは山田兼松をはじめ塩田との関わりが深い人が多かったので、大浦の存在は異色であった。現在、香川県で毎年開催されている香川丸亀国際ハーフマラソンでは特別表彰として「大浦留市賞」が優秀選手に授与されている。
東京高師在学中、恒例の千葉県房州での夏期合宿では、北条-小湊間、鋸山、白浜の灯台などあちこちを駆け巡り、地元の農家を驚かせた。また、ある夕暮れに茂木善作らと走っていたが、日が暮れてしまったため茂木がペースを上げたところ大浦は付いていくことができなかった上、道に迷ってしまい、泣きべそをかきながら帰宅したという経験がある。さらに日光-東京間を走破する練習中、宇都宮で雨に降られ、杉並木に避難したが、頭にはパンを入れた風呂敷をかぶっていたため、泥棒に間違われるという経験もしている。
新京敷島高等女学校長時代に、新京（現・長春市）で開かれた「時局下の生活座談会」にて、「時局下の子女の教育」というテーマで意見を述べている。この中で大浦は、時局下の子供は耐えねばならないため善導すれば必ず良い生徒が現れるとし、幸か不幸かで言えば幸福であると述べた。また、この時勢に子供に贅沢な持ち物や弁当を持たせることや、派手な結婚披露宴を開くことに苦言を呈した。具体例として夏季学校に出かけた子供の様子を見に行った際、大浦は教師の指示通り何も持たずに行ったら、ほかの子供は菓子などを親にもらっていたので、子供から非難されたことを挙げ、子供のかわいさゆえに菓子を与えるのは真の愛ではないと訴えた。大浦の主張に他の参加者も同調し、「日の丸弁当は贅沢なので、梅干しの代わりにラッキョウや沢庵でいい」という発言があった。